# Ariel (detergent)
Arielⓘ, w Stanach Zjednoczonych znana jako Tide – marka detergentów do prania należąca do Procter & Gamble.

## Historia
W 1967 roku firma Procter & Gamble wprowadziła na rynek środek czyszczący o nazwie Tide. Iż odniósł on wielki sukces, został wprowadzony na rynek ogólnoświatowy pod nazwą Ariel.
W 1970 roku na rynek wszedł Ariel przeznaczony dla prań do 60 stopni. Następnym krokiem w rozwoju marki było wprowadzenie produktu umożliwiającego prania w niskiej temperaturze od 20 stopni. Produkt ten posiadał enzymy, za których produkcję odpowiedzialna była duńska firma Novozymes. Powodem tego rozwoju jest badanie zlecone przez Ariel w Öko-Institut, w którym stwierdzono, że pranie w niskich temperaturach ma ogromny potencjał w zakresie oszczędzania energii.
Detergent zyskał najwięszką popularność w Meksyku, Indiach i na Filipinach.